# Neochauliodes sundaicus
Neochauliodes sundaicus là một loài côn trùng trong họ Corydalidae thuộc bộ Megaloptera. Loài này được van der Weele miêu tả năm 1906.